# هانمی بنک
هانمی بنک (انگلیسی: Hanmi Bank) شرکت خدمات مالی و بانکداری آمریکایی است، که در سال ۱۹۸۲ تأسیس شد.